# Gare de Bon-Encontre
La gare de Bon-Encontre, est une gare ferroviaire française de la ligne de Bordeaux-Saint-Jean à Sète-Ville, située sur le territoire de la commune de Boé dans le département de Lot-et-Garonne en région Nouvelle-Aquitaine.
Elle est mise en service en 1865 par la Compagnie des chemins de fer du Midi et du Canal latéral à la Garonne (Midi). Elle est fermée au trafic voyageurs dans la deuxième moitié du XXe siècle.

## Situation ferroviaire
Établie à 51 mètres d'altitude, l'ancienne gare de bifurcation de Bon-Encontre est située au point kilométrique (PK) 140,689 de la ligne de Bordeaux-Saint-Jean à Sète-Ville, entre les gares ouvertes de Agen et de Lamagistère (s'intercalent les gares fermées de Lafox et de Saint-Nicolas - Saint-Romain).
Elle est également l'origine de la ligne de Bon-Encontre à Vic-en-Bigorre, avant la gare de Layrac, ouverte uniquement pour une ITE ouverte au trafic fret.

## Histoire
La station de Bon-Encontre est mise en service le 16 novembre 1865 par la Compagnie des chemins de fer du Midi et du Canal latéral à la Garonne (Midi), lorsqu'elle ouvre à l'exploitation la section d'Agen à Auch de sa ligne d'Agen à Tarbes. La station est établie à six kilomètres de la gare d'Agen à l'emplacement où la nouvelle voie se détache, en direction du sud, de la ligne de Bordeaux à Sète, laquelle existe depuis 1856 mais n'avait pas été dotée d'une station à cet endroit.
En 1876, la recette annuelle de la gare est de 13 601 francs.
Elle est fermée sans doute dans la deuxième moitié du XXe siècle. Son bâtiment voyageurs aurait été démoli dans les années 1990.

### Nom de la gare
La gare se trouve en réalité sur la commune de Boé mais porte le nom de la commune voisine, Bon-Encontre, laquelle a acquis une renommée grâce aux pèlerinages vers la basilique Notre Dame de Bon-Encontre.

## Service des voyageurs
Bon-Encontre est fermée au trafic voyageurs.